# 콘스탄틴 이블리예프
콘스탄틴 알렉세예비치 이블리예프(러시아어: Константи́н Алексе́евич И́влиев, 2000년 8월 7일~)는 러시아의 쇼트트랙 선수이다. 2022년 동계 올림픽에서 500m 종목에서 은메달을 획득했다.